# Anzeling
Anzeling [ɑ̃zlɛ̃] est une commune française située dans le département de la Moselle et le bassin de vie de la Moselle-est, en région Grand Est.

## Géographie
|          | Chémery-les-Deux | Freistroff |
| Hestroff | Anzeling         |            |
|          | Gomelange        | Holling    |

La commune est composée de Anzeling et Edling.

### Hydrographie
La commune est située dans le bassin versant du Rhin au sein du bassin Rhin-Meuse. Elle est drainée par la Nied, le ruisseau l'Anzelingerbach et le ruisseau le Piblangerbach.
La Nied, d'une longueur totale de 96,7 km, prend sa source dans la commune de Marthille, traverse 47 communes françaises, puis poursuit son cours en Allemagne où elle se jette dans la Sarre.
Le ruisseau l'Anzelingerbach, d'une longueur totale de 14,8 km, prend sa source dans la commune de Monneren et se jette  dans la Nied sur la commune, face à la commune de Holling, après avoir traversé six communes.

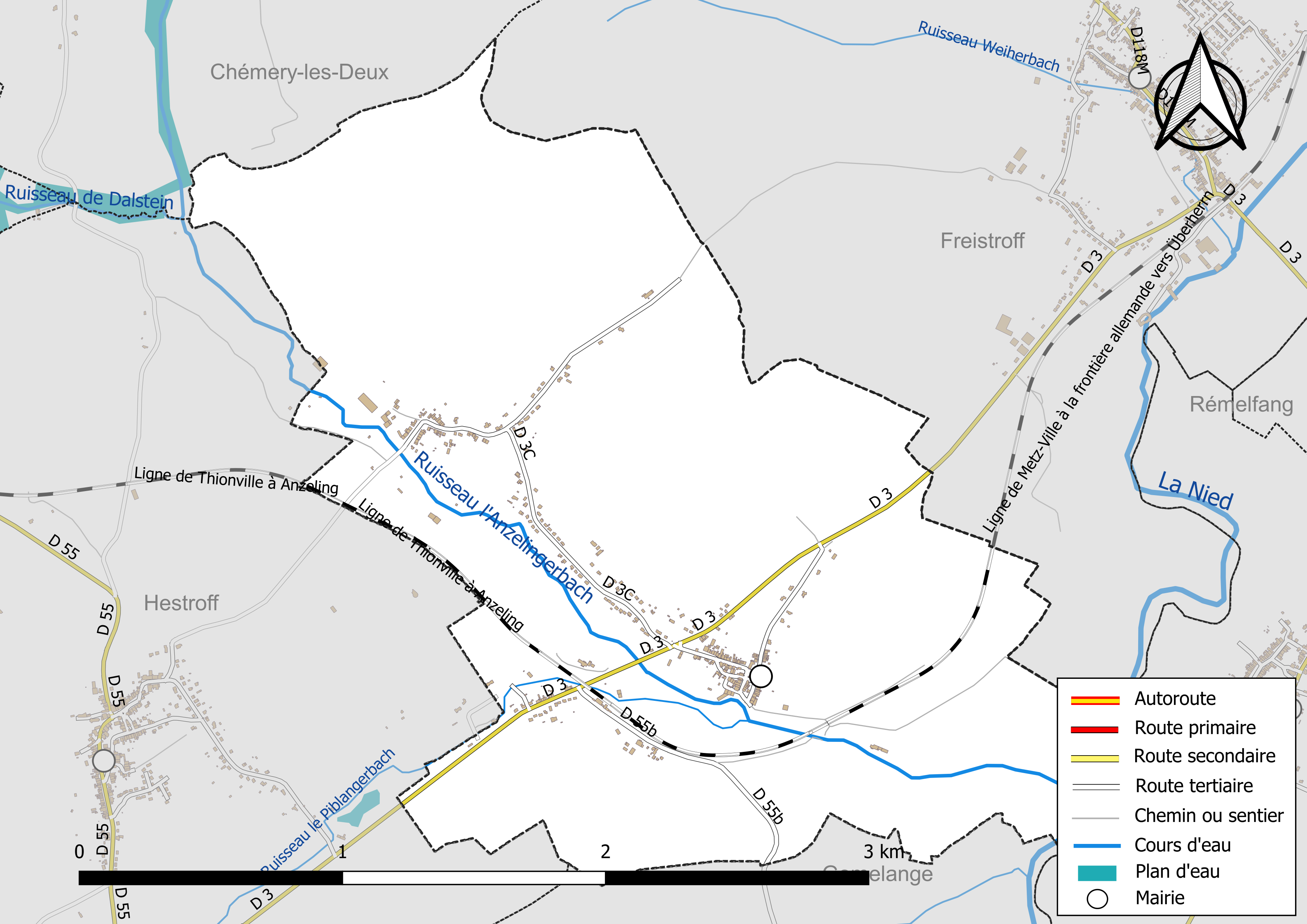
Réseaux hydrographique et routier d'Anzeling.

La qualité des eaux des principaux cours d’eau de la commune, notamment de la Nied et du ruisseau l'Anzelingerbach, peut être consultée sur un site spécial géré par les agences de l’eau et l’Agence française pour la biodiversité.

### Climat
Pour des articles plus généraux, voir Climat du Grand Est et Climat de la Moselle.
En 2010, le climat de la commune est de type climat des marges montargnardes, selon une étude du Centre national de la recherche scientifique s'appuyant sur une série de données couvrant la période 1971-2000. En 2020, Météo-France publie une typologie des climats de la France métropolitaine dans laquelle la commune est exposée à un climat semi-continental et est dans la région climatique Lorraine, plateau de Langres, Morvan, caractérisée par un hiver rude (1,5 °C), des vents modérés et des brouillards fréquents en automne et hiver.
Pour la période 1971-2000, la température annuelle moyenne est de 9,7 °C, avec une amplitude thermique annuelle de 16,8 °C. Le cumul annuel moyen de précipitations est de 843 mm, avec 12,1 jours de précipitations en janvier et 9,4 jours en juillet. Pour la période 1991-2020, la température moyenne annuelle observée sur la station météorologique de Météo-France la plus proche, « Malancourt », sur la commune d'Amnéville à 23 km à vol d'oiseau, est de 10,2 °C et le cumul annuel moyen de précipitations est de 884,1 mm. 
La température maximale relevée sur cette station est de 39,3 °C, atteinte le 25 juillet 2019 ; la température minimale est de −17,9 °C, atteinte le 5 janvier 1985,,.
Les paramètres climatiques de la commune ont été estimés pour le milieu du siècle (2041-2070) selon différents scénarios d'émission de gaz à effet de serre à partir des nouvelles projections climatiques de référence DRIAS-2020. Ils sont consultables sur un site spécial publié par Météo-France en novembre 2022.

## Urbanisme

### Typologie
Au 1er janvier 2024, Anzeling est catégorisée commune rurale à habitat dispersé, selon la nouvelle grille communale de densité à sept niveaux définie par l'Insee en 2022.
Elle est située hors unité urbaine et hors attraction des villes,.

### Occupation des sols
L'occupation des sols de la commune, telle qu'elle ressort de la base de données européenne d’occupation biophysique des sols Corine Land Cover (CLC), est marquée par l'importance des territoires agricoles (80,7 % en 2018), une proportion sensiblement équivalente à celle de 1990 (80,3 %). La répartition détaillée en 2018 est la suivante : 
prairies (43,1 %), terres arables (34,6 %), forêts (13,4 %), zones urbanisées (5,9 %), zones agricoles hétérogènes (3 %). L'évolution de l’occupation des sols de la commune et de ses infrastructures peut être observée sur les différentes représentations cartographiques du territoire : la carte de Cassini (XVIIIe siècle), la carte d'état-major (1820-1866) et les cartes ou photos aériennes de l'IGN pour la période actuelle (1950 à aujourd'hui).

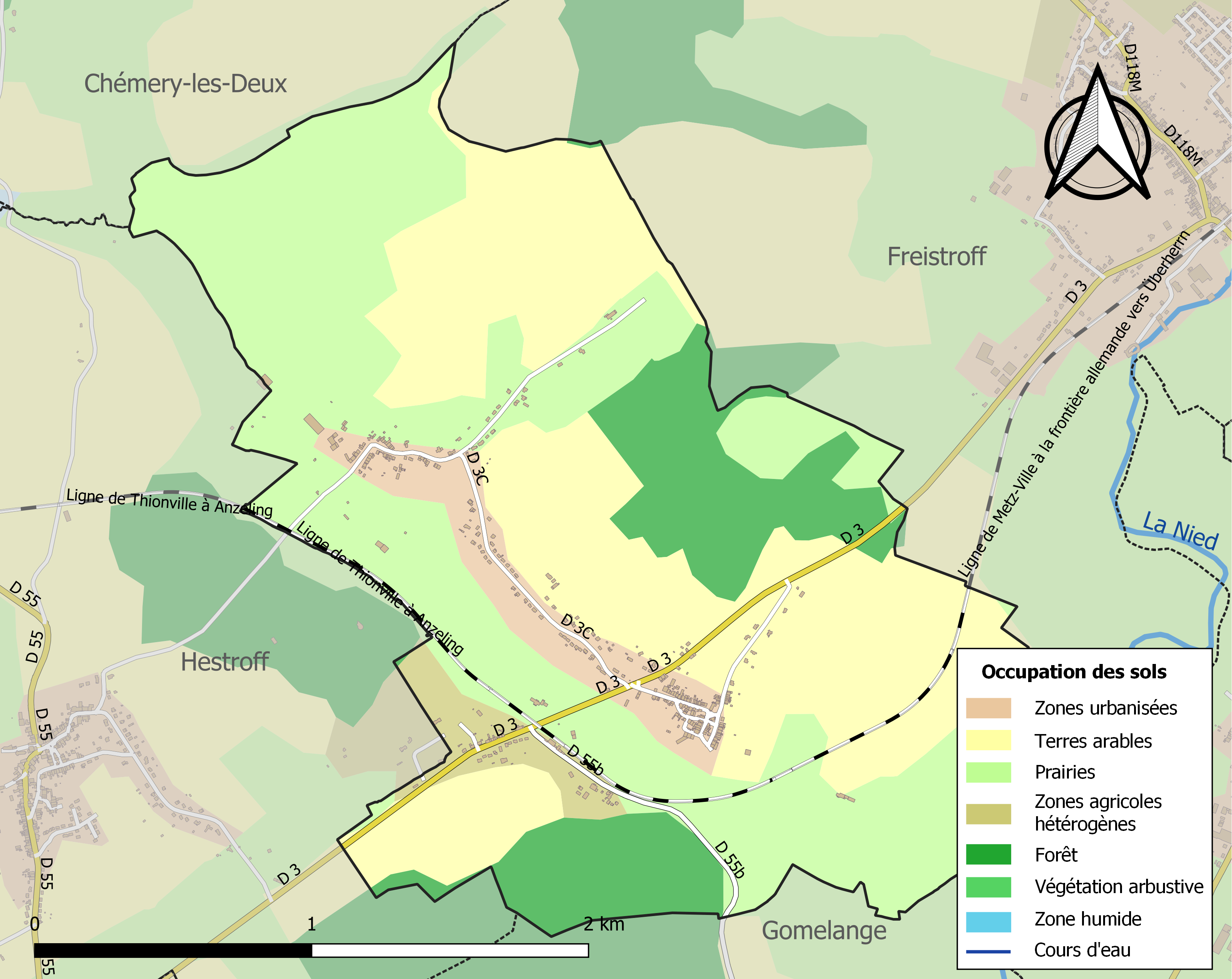
Carte des infrastructures et de l'occupation des sols de la commune en 2018 (CLC).

## Toponymie
Anzeling : Anzedange (1248), Anzedinges (1272), Anseldingen et Anselningen (1594), Anselingen (1604), Lingen (1680).
- En francique lorrain : Aselingen et Aasléngen, En allemand : Anselingen[15].
- Surnom des habitants : Die Bachferkel (les porcelets du ruisseau)[16].

Edling : Edelingen (1184), Edelingin (1184-1186), Edelingen (1594), Edlingen (XVIIe siècle), OEdlingen (1617), Odling (1756), Edeling ou Œdeling (1779).
- En francique lorrain : Eedléngen et Eedléng, En allemand : OEdlingen[15].
- Surnom des habitants : Die Mocken (Kröten) = les crapauds[16].

## Histoire
- Anzeling et Édling dépendaient de l'ancienne province de Lorraine.
- Domaine de l'abbaye de Freistroff et fief des familles de Vy, Roncel, Baudoche, Varsberg.
- Anzeling absorbe Edling en 1811.
- Village jumelée avec Buxeuil.

## Politique et administration
| Période                                  | Période  | Identité       | Étiquette | Qualité |
| ---------------------------------------- | -------- | -------------- | --------- | ------- |
| Les données manquantes sont à compléter. |          |                |           |         |
| 1989                                     | 1995     | Joseph Marchal |           |         |
| 1995                                     | 2008     | René Muller    |           |         |
| 2008                                     | 2014     | Alain Boutron  |           |         |
| avril 2014                               | En cours | Alain Pierrot  |           |         |

## Démographie
L'évolution du nombre d'habitants est connue à travers les recensements de la population effectués dans la commune depuis 1800. Pour les communes de moins de 10 000 habitants, une enquête de recensement portant sur toute la population est réalisée tous les cinq ans, les populations de référence des années intermédiaires étant quant à elles estimées par interpolation ou extrapolation. Pour la commune, le premier recensement exhaustif entrant dans le cadre du nouveau dispositif a été réalisé en 2006.

En 2022, la commune comptait 480 habitants, en évolution de −6,43 % par rapport à 2016 (Moselle : +0,52 %, France hors Mayotte : +2,11 %).
| 1800 | 1806 | 1821 | 1836 | 1841 | 1861 | 1866 | 1871 | 1875 |
| ---- | ---- | ---- | ---- | ---- | ---- | ---- | ---- | ---- |
| 257  | 236  | 412  | 433  | 407  | 425  | 399  | 370  | 353  |

| 1880 | 1885 | 1890 | 1895 | 1900 | 1905 | 1910 | 1921 | 1926 |
| ---- | ---- | ---- | ---- | ---- | ---- | ---- | ---- | ---- |
| 344  | 341  | 333  | 350  | 315  | 353  | 360  | 329  | 334  |

| 1931 | 1936 | 1946 | 1954 | 1962 | 1968 | 1975 | 1982 | 1990 |
| ---- | ---- | ---- | ---- | ---- | ---- | ---- | ---- | ---- |
| 411  | 388  | 322  | 329  | 372  | 309  | 302  | 309  | 366  |

| 1999 | 2006 | 2011 | 2016 | 2021 | 2022 | - | - | - |
| ---- | ---- | ---- | ---- | ---- | ---- | - | - | - |
| 379  | 452  | 507  | 513  | 496  | 480  | - | - | - |

## Culture locale et patrimoine

### Lieux et monuments

#### Édifices civils
- Gros ouvrage d'Anzeling de la ligne Maginot.
- Gare d'Anzeling.

#### Édifices religieux
- Église paroissiale Saint-Hubert construite en 1813.
- Chapelle Saint-Wendelin à Édling, construite en 1764 ; ancien ermitage : lieu de pèlerinage, statue de saint Wendelin du XVIIe siècle.
- Oratoire à la Vierge Marie.

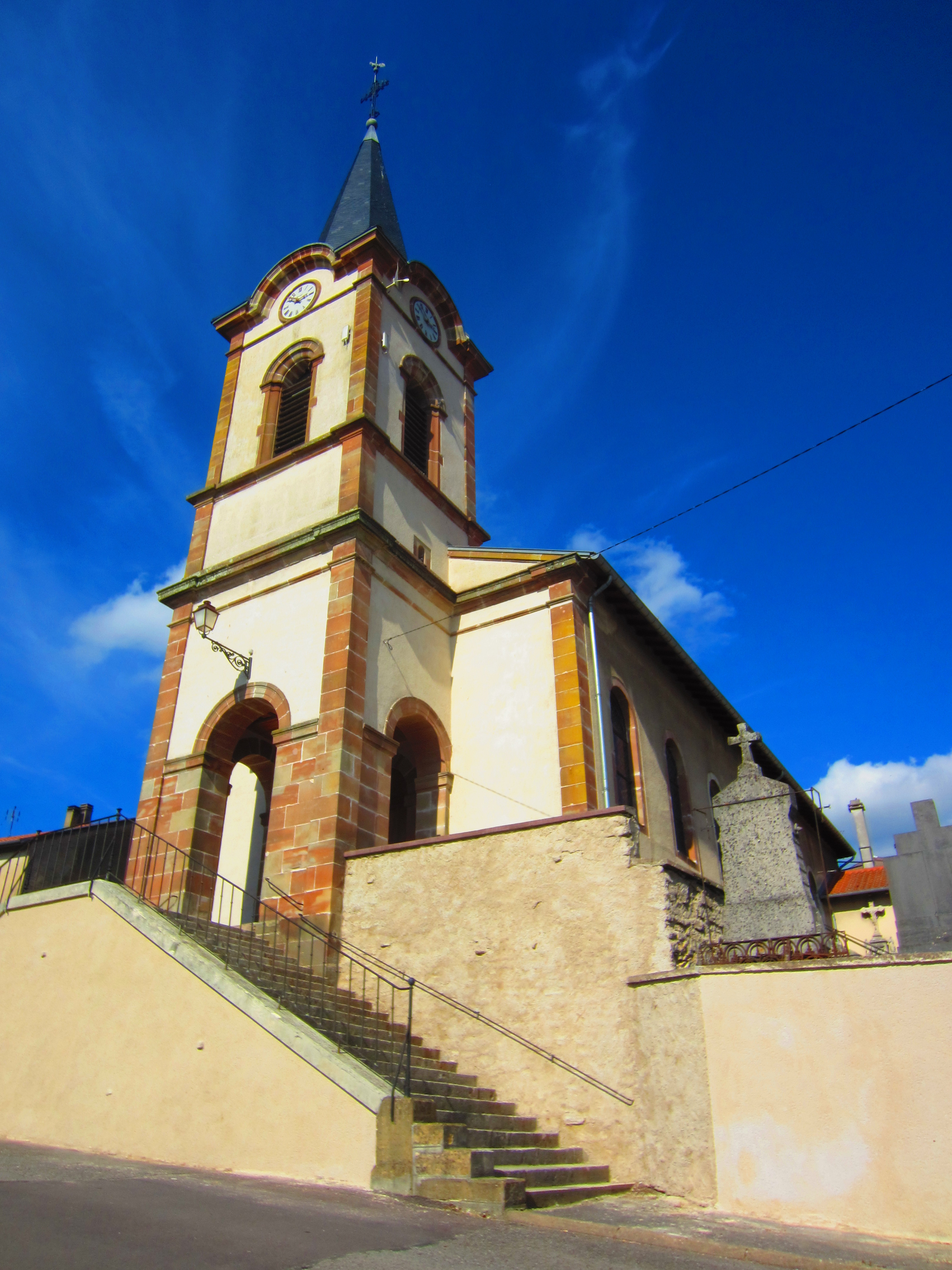
Église Saint-Hubert.
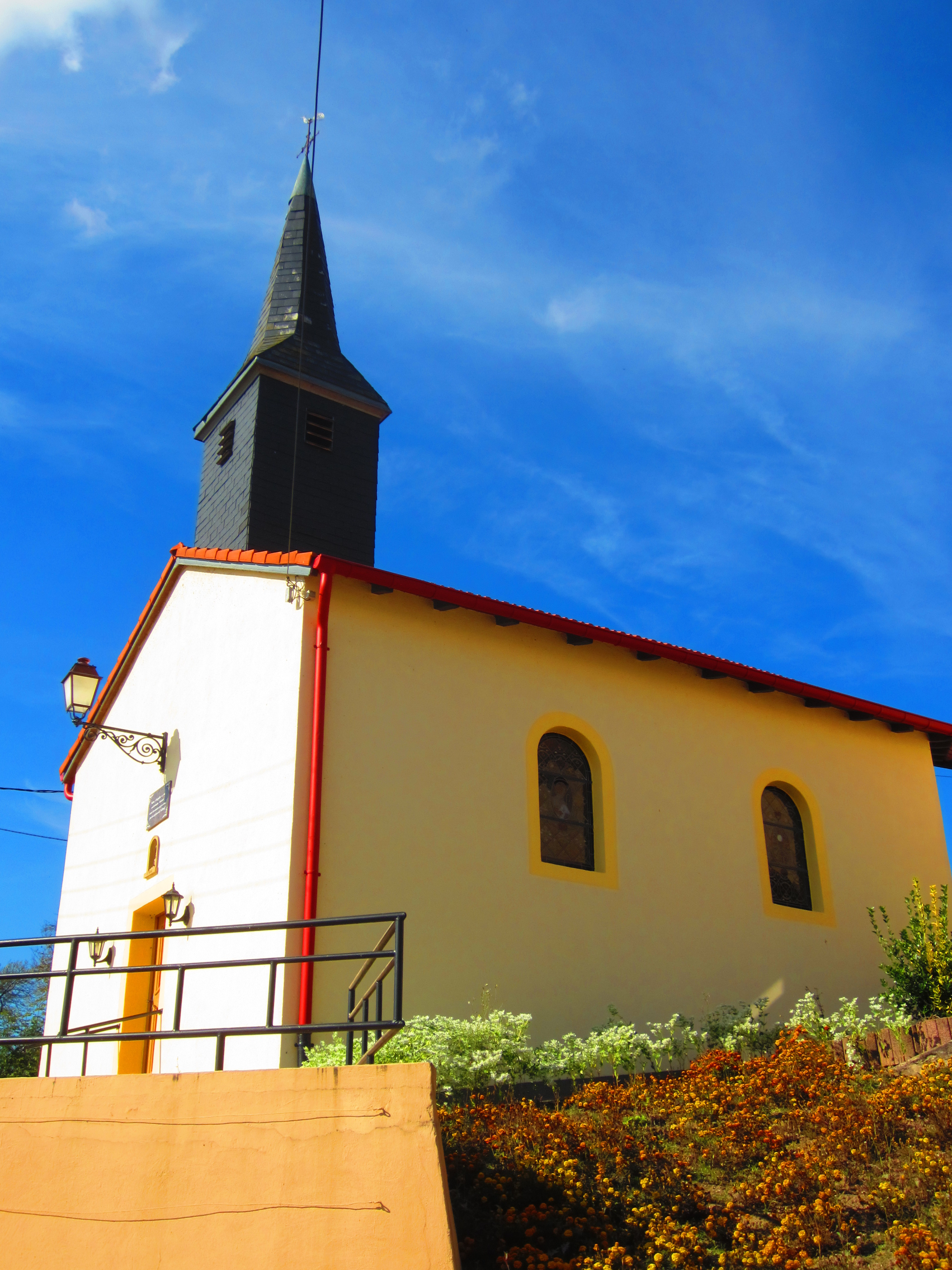
Chapelle Saint-Wendelin d'Édling.
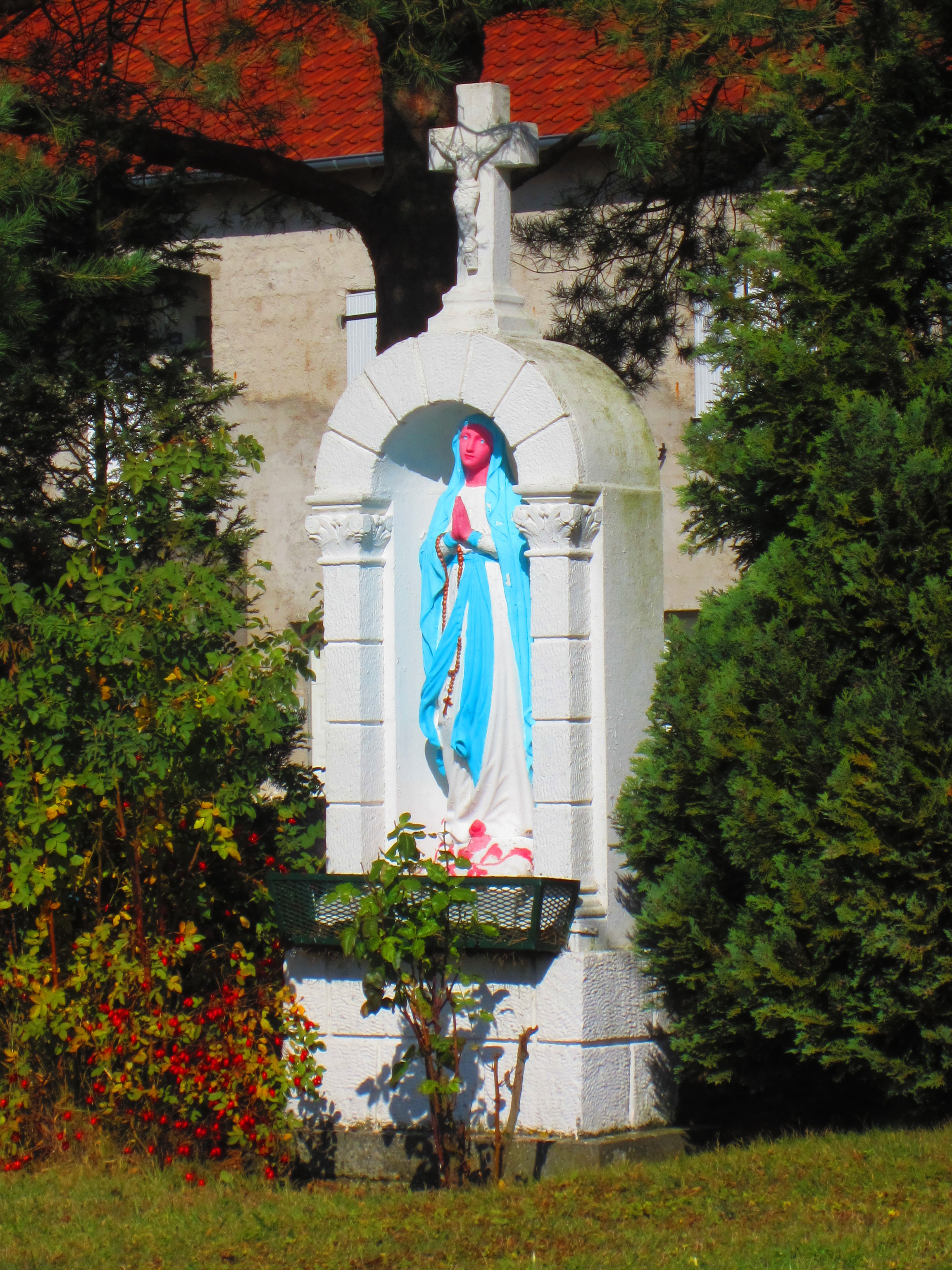
Oratoire à la Vierge Marie.

### Héraldique
| Blason de Anzeling | Blason  | D'or à la bande de sable chargée de trois tours d'argent. |
| Blason de Anzeling | Détails | Le statut officiel du blason reste à déterminer.          |